# Echasa
Echasa was een Spaans merk dat van 1954 tot 1962 75cc-motorfietsjes met tweetaktmotor maakte.
Ze werden geproduceerd in de voormalige Fénix de Eibar-wapenfabriek, waar tot die tijd lichte vuurwapens gemaakt werden.